# Made in Hong Kong
A Made in Hong Kong (kínaiul: 香港製造) egy 1997-es hongkongi filmdráma, amit Fruit Chan rendezett. A filmet választották a 71. Oscar-gála legjobb idegen nyelvű filmnek járó díjára, de a jelölését nem fogadták el. A rendező The 1997 Trilogy című filmtrilógiájának az első része, a másik két film a The Longest Summer és a Little Cheung.
A film felújított, 4K-s változatát 2017. július 1-én, Hongkong Kínához való visszacsatolásának a 20. évfordulóján mutatták be.

## Szereplők
| Karakter               | Színész            | Megjegyzés     |
| ---------------------- | ------------------ | -------------- |
| To Chung-Chau (Moon)   | Sam Lee            | Főszereplő     |
| Lam Yuk-Ping (Ping)    | Neiky Yim Hui-Chi  | Moon barátnője |
| Wenders Li (Sylvester) | Ah-Lung            | Moon barátja   |
| Hui Bo San (Susan)     | Amy Tam Ka-Chuen   | Öngyilkos lány |
| Lam                    | Carol Lam Kit-Fong | Ping anyja     |
| To                     | Doris Chow Yan-Wah | Moon anyja     |

## Filmzene
| 1.    | Autumn Moon              | 1:27 |
| 2.    | Mother                   | 1:43 |
| 3.    | Last Words I             | 0:45 |
| 4.    | Wet Last Words           | 1:33 |
| 5.    | Mail Delivery            | 1:40 |
| 6.    | Fatal Disease            | 1:53 |
| 7.    | Fate                     | 6:45 |
| 8.    | The Search               | 2:55 |
| 9.    | Illusion                 | 0:25 |
| 10.   | The Nose                 | 0:36 |
| 11.   | The First Holler         | 3:56 |
| 12.   | Premonition              | 1:26 |
| 13.   | We Have Fell (Feel)      | 1:25 |
| 14.   | Gun Dance                | 3:45 |
| 15.   | The Killing              | 2:47 |
| 16.   | Escape                   | 4:08 |
| 17.   | Revenge                  | 4:39 |
| 18.   | Last Words II            | 1:03 |
| 19.   | Life Does Have A Take 2  | 1:15 |
| 20.   | The World Belongs To You | 3:31 |
| 21.   | Impetuous Youth          | 2:57 |
| 51:45 |                          |      |

## Fogadtatás
A filmet a kritikusok pozitívan fogadták.

## Díjak és jelölések
| Év   | Filmfesztivál                         | Díj                                                | Jelölt              | Eredmény |
| ---- | ------------------------------------- | -------------------------------------------------- | ------------------- | -------- |
| 1997 | Golden Horse Awards                   | Legjobb filmdráma                                  | A film              | Jelölés  |
| 1997 | Golden Horse Awards                   | Legjobb rendező                                    | Fruit Chan          | Elnyerte |
| 1997 | Golden Horse Awards                   | Legjobb színész                                    | Sam Lee             | Jelölés  |
| 1997 | Golden Horse Awards                   | Legjobb eredeti forgatókönyv                       | Fruit Chan          | Elnyerte |
| 1997 | Golden Horse Awards                   | Legjobb vágás                                      | Fruit Chan          | Jelölés  |
| 1997 | Hong Kong Film Critics Society Awards | Legjobb rendező                                    | Fruit Chan          | Elnyerte |
| 1997 | Hong Kong Film Critics Society Awards | Érdemes filmek                                     | A film              | Elnyerte |
| 1997 | Hong Kong Film Critics Society Awards | Legjobb film                                       | A film              | Jelölés  |
| 1997 | Gijón Nemzetközi Filmfesztivál        | Legjobb rendező                                    | Fruit Chan          | Elnyerte |
| 1997 | Gijón Nemzetközi Filmfesztivál        | Az Asztúriai Hercegség díja a legjobb játékfilmért | A film              | Elnyerte |
| 1997 | Locarnói Nemzetközi Filmfesztivál     | Swissair/Crossair különleges díj                   | Fruit Chan Andy Lau | Elnyerte |
| 1997 | Három Kontinens Fesztivál             | Arany hőlégballon                                  | Fruit Chan          | Elnyerte |
| 1997 | Három Kontinens Fesztivál             | Fiatal közönség díja                               | Fruit Chan          | Elnyerte |
| 1997 | Puszani Nemzetközi Filmfesztivál      | FIPRESCI-díj                                       | Fruit Chan          | Elnyerte |
| 1997 | Puszani Nemzetközi Filmfesztivál      | Új jelenlegiek díja                                | Fruit Chan          | Jelölés  |
| 1997 | Vancouver Nemzetközi Filmfesztivál    | Sárkányok és tigrisek díj                          | Fruit Chan          | Jelölés  |
| 1998 | Hong Kong Film Awards                 | Legjobb film                                       | A film              | Elnyerte |
| 1998 | Hong Kong Film Awards                 | Legjobb rendező                                    | Fruit Chan          | Elnyerte |
| 1998 | Hong Kong Film Awards                 | Legjobb forgatókönyv                               | Fruit Chan          | Jelölés  |
| 1998 | Hong Kong Film Awards                 | Legjobb új színész                                 | Sam Lee             | Elnyerte |
| 1998 | Hong Kong Film Awards                 | Legjobb vágás                                      | Fruit Chan          | Jelölés  |
| 1998 | Golden Bauhinia Awards                | Legjobb film                                       | A film              | Elnyerte |
| 1998 | Golden Bauhinia Awards                | Legjobb rendező                                    | Fruit Chan          | Elnyerte |
| 1998 | Golden Bauhinia Awards                | Legjobb forgatókönyvíró                            | Fruit Chan          | Jelölés  |
| 1998 | Golden Bauhinia Awards                | Tíz legjobb kínai film                             | A film              | Elnyerte |
| 2007 | HKSAR 10th Anniversary Film Awards    | Legjobb film                                       | A film              | Jelölés  |
| 2007 | HKSAR 10th Anniversary Film Awards    | Legjobb rendező                                    | Fruit Chan          | Jelölés  |
| 2007 | HKSAR 10th Anniversary Film Awards    | Leggazdagabb hongkongi színes film                 | A film              | Elnyerte |
| 2007 | HKSAR 10th Anniversary Film Awards    | Legkreatívabb film                                 | A film              | Jelölés  |